# Pembroke Park
Pembroke Park es un pueblo ubicado en el condado de Broward en el estado estadounidense de Florida. En el Censo de 2010 tenía una población de 6.102 habitantes y una densidad poblacional de 1.427,01 personas por km².

## Geografía
Pembroke Park se encuentra ubicado en las coordenadas 25°59′27″N 80°10′38″O / 25.99083, -80.17722. Según la Oficina del Censo de los Estados Unidos, Pembroke Park tiene una superficie total de 4.28 km², de la cual 3.53 km² corresponden a tierra firme y (17.5%) 0.75 km² es agua.

## Demografía
Según el censo de 2010, había 6.102 personas residiendo en Pembroke Park. La densidad de población era de 1.427,01 hab./km². De los 6.102 habitantes, Pembroke Park estaba compuesto por el 37.64% blancos, el 55.26% eran afroamericanos, el 0.33% eran amerindios, el 1.28% eran asiáticos, el 0.03% eran isleños del Pacífico, el 2.36% eran de otras razas y el 3.1% pertenecían a dos o más razas. Del total de la población el 18.11% eran hispanos o latinos de cualquier raza.